# Elektrownia przy ul. Targowej w Łodzi

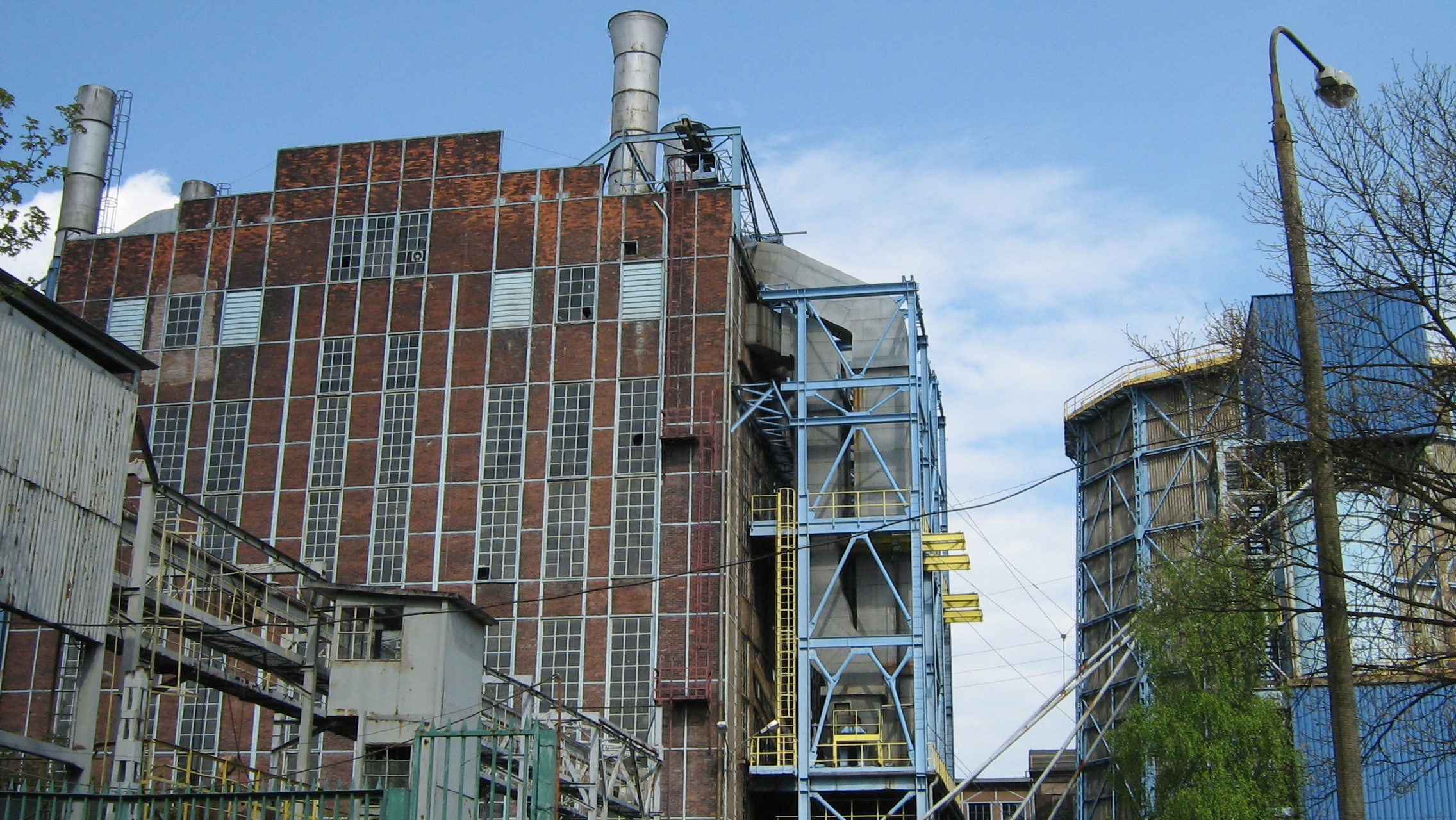
EC-1 w Łodzi, Centrala Zachód – widok od ul. Kilińskiego

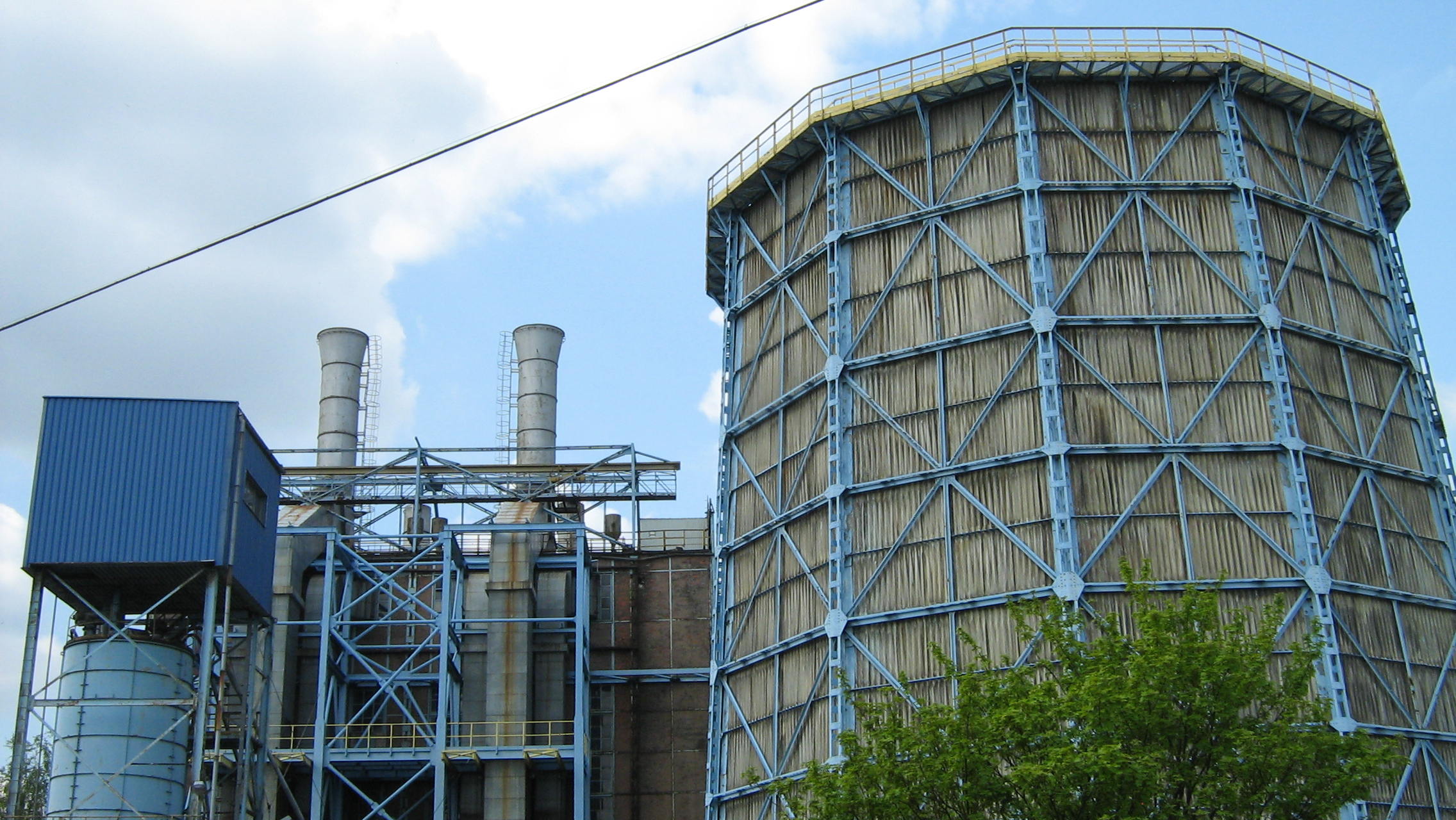
EC-1 w Łodzi, chłodnia kominowa – widok od ul. Tuwima

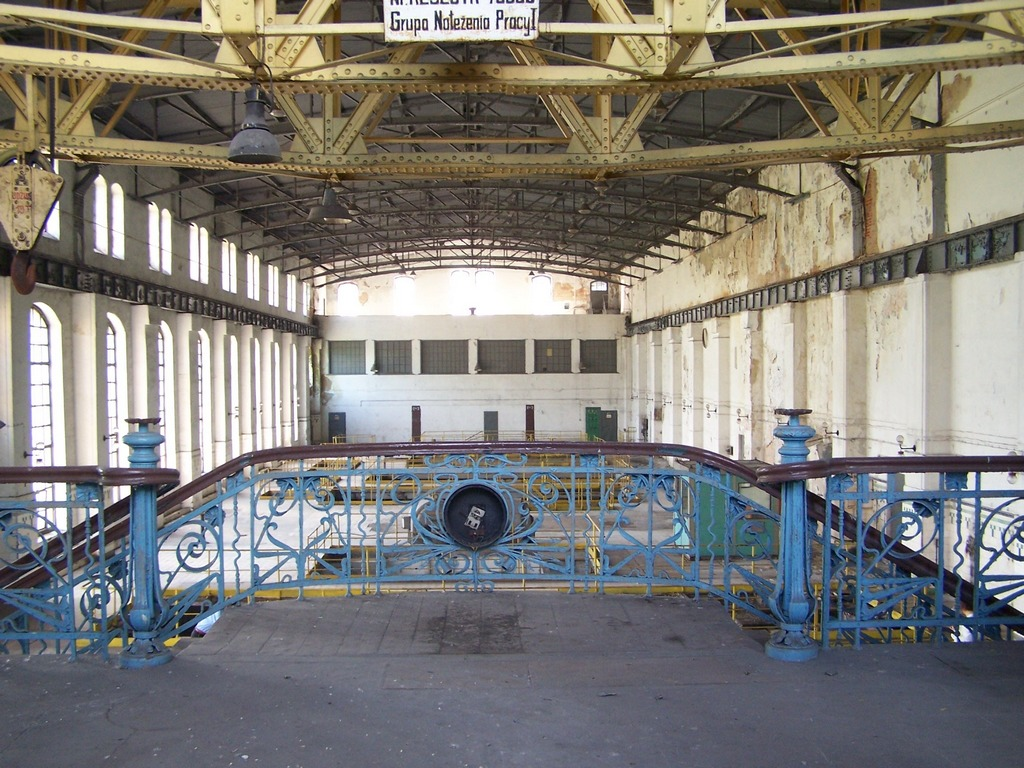
EC-1 w Łodzi, Centrala Wschodnia – maszynownia

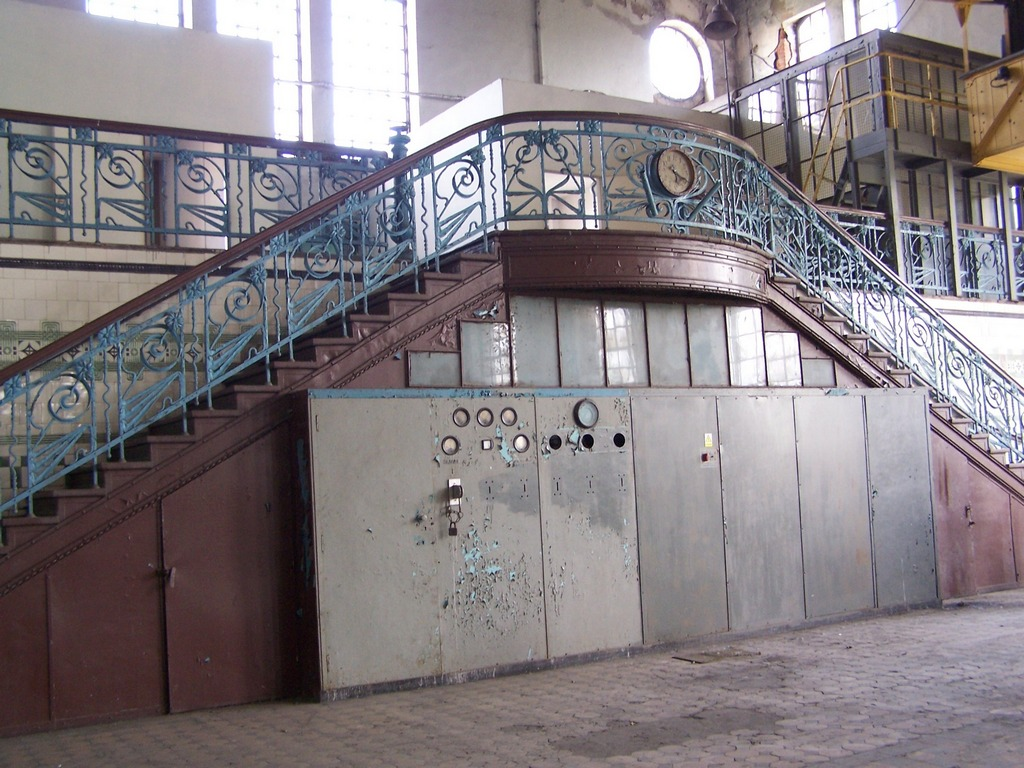
EC-1 w Łodzi, Centrala Wschód – pomost w maszynowni

Elektrownia przy ul. Targowej w Łodzi (EC1) – pierwsza łódzka elektrownia miejska, uruchomiona w 1907 roku przy ul. Targowej, która działała do 2001 roku. Zespół budynków dawnej EC1 poddano rewitalizacji, z celem przekształcenia go w centrum kulturalno-rozrywkowe.

## Historia

### Początki elektryczności w Łodzi
Elektryczność w Łodzi pojawiła się pod koniec lat 80. XIX wieku. Obok stosunkowo niewielkich elektrowni fabrycznych i prywatnych generatorów małej mocy, największą elektrownię w Łodzi uruchomiono dla zasilenia sieci tramwajów elektrycznych w Łodzi (zbudowanej na terenie ich pierwszej zajezdni przy ul. Tramwajowej), które ruszyły 23 grudnia 1898 roku.
Najwcześniejsze bodaj wzmianki o wytwarzaniu w Łodzi elektryczności zamieścił „Dziennik Łódzki” w 1886 roku: Oświetlenie elektryczne zyskuje coraz większe zastosowanie w znaczniejszych zakładach naszego miasta. Niedawno wspominaliśmy o urządzeniach elektrycznych w zakładach scheiblerowskich, dokonywanych przez p. Lenczewskiego z Warszawy. Obecnie dowiadujemy się, że oświetlenie elektryczne zaprowadzono w zakładach firmy Schwarz, Birnbaum i Löw oraz w farbiarni i apreturze p. Juliusza Heinzla (firma Schwarz mieściła się przy ulicy Tylnej, a Juliusza Heinzla przy ul. Piotrkowskiej). Prądnicę posiadał również Ludwik Meyer, właściciel luksusowych czynszowych kamienic i pałacyków przy własnej, zamkniętej dla miasta ulicy – Pasażu Meyera (dziś ul. Stanisława Moniuszki). Domy te – według niektórych źródeł – wybudowane zostały dla władz gubernialnych (które jednak nie przeniosły się do Łodzi z Piotrkowa), wyposażone były w przewody z gazem, rury wodociągowe i oświetlenie elektryczne z prądnicy – zainstalowanej w 1887 r. w podziemiach domu Pasaż Meyera nr 3 – „dynamo-elektrycznej maszyny z motorem gazowym”. Tamże w pasażu Meyera zostało zainicjowane w 1887 r. elektryczne oświetlenie ulic, przez ponad pół wieku przeplatające się w Łodzi z oświetleniem gazowym (od 13 lipca 1867 r. do 1 sierpnia 1964 r.). 2 sierpnia 1887 r. na ulicy Piotrkowskiej przed Grand Hotelem zaświeciła pierwsza lampa elektryczna na łódzkiej ulicy, była to także reklama oświetlenia w samym Grand Hotelu, zasilanego z prądnicy zainstalowanej w podziemiach tego hotelu. Lampa elektryczna rzucała światło na boki, podczas gdy pod nią było zupełnie ciemno, obudowa jej bowiem skonstruowana została według sprawdzonych i do tego momentu istniejących wzorów, jak lampa gazowa czy świeca w lichtarzu.

### Elektrownia przy ul Targowej
W 1900 roku niemiecka firma z Berlina Siemens & Halske przedłożyła ofertę na budowę i eksploatację elektrowni w Łodzi, a następnie otrzymała koncesję, lecz jej nie sfinalizowała. Koncesję w 1906 r. odstąpiła petersburskiemu Towarzystwu Elektrycznego Oświetlenia 1886 r. Ta spółka, eksploatująca już elektrownie w Petersburgu i Moskwie, wyasygnowała 10 milionów rubli, przystępując do budowy elektrowni, na uprzednio przydzielonym terenie przy ul. Targowej 1.
Rozpoczęto od razu wytwarzanie energii elektrycznej przy pomocy zestawu złożonego z lokomobili Lanza i prądnicy niskiego napięcia o mocy 60 kW zainstalowanego w podziemiach Grand Hotelu przy ul. Krótkiej (ob. R. Traugutta) 3, tzw. „Prowizorium I”. Przystąpiono jednocześnie do budowy tzw. „centrali” i układania sieci kablowej, przede wszystkim podziemnej. Pierwsze roboty rozpoczęto 2 maja 1906 r. ułożeniem kabla niskiego napięcia – 120 woltów – od „Prowizorium I” do nowo otworzonego sklepu „American Diamant Palace” przy ul. Piotrkowskiej 37. 7 maja 1906 r. kabel został włączony do eksploatacji rozświetlając wystawę sklepową.
31 lipca 1906 r. zrealizowano następne połączenie kablowe, tym razem do silnika o mocy 7 kW w tkalni A. Domanowicza przy ul. Wólczańskiej 38. Równocześnie budowano sieć wzdłuż ul. Piotrkowskiej od kościoła na Rynku Fabrycznym (obecna Bazylika Archikatedralna na Placu Katedralnym im. Jana Pawła II) do Starego Rynku, zahaczając o sąsiednie przecznice.
Do jesieni 1906 r. ułożono około 60 km kabla wysokiego i niskiego napięcia oraz zamontowano kilka podstacji transformatorowych. W trakcie budowy powstającą sieć średniego napięcia (3 kV) przyłączono tymczasowo 10 grudnia 1906 r. do tzw. „Prowizorium II”, umieszczonego na terenie budowanej elektrowni. Owo „Prowizorium II” stanowił silnik prądu stałego 600 V sprzężony z prądnicą prądu przemiennego trójfazowego 3000 V o mocy około 400 kVA. Prąd do jego poruszania czerpano prowizorycznie ułożonym kablem z pobliskiej elektrowni tramwajów miejskich (Kolei Elektrycznej Łódzkiej) przy ul. Tramwajowej. Od „Prowizorium II” prąd rozprowadzano po mieście czterema kablami. 1 stycznia 1907 roku do tej sieci włączono pierwszy silnik wysokiego napięcia o mocy 66 KM (48,5 kW) zainstalowany w przędzalni firmy Sima przy Szosie Aleksandrowskiej (ob. ul. B. Limanowskiego 4).
Budowę elektrowni na placu przy ul. Targowej l rozpoczęto 26 maja 1906 roku. W budynkach planowano pomieścić 4 turbozespoły o łącznej mocy 6000 kW (6 MW), choć pierwszy projekt z 10 grudnia 1905 r. przewidywał tylko 2 turbozespoły. Budowa, w czasie rozruchów rewolucyjnych lat 1905–1907 przerywana kilkakrotnie strajkami, postępowała dość opieszale i ciągnęła się blisko półtora roku. Dopiero 18 września 1907 r. włączono do sieci pierwszy z dwóch turbozespołów 3000 V, 1300 kVA (ok. 1,3 MW), turbina miała 1500 obrotów na minutę. Przy budowie elektrowni zastosowano, nowatorską na owe czasy, konstrukcję żelbetową.
Elektrownia łódzka, druga pod względem wielkości w ówczesnym Królestwie Polskim po Elektrowni Warszawskiej, była wybitnie „siłowa” – około 90% energii sprzedawanej w pierwszych latach jej działania służyło do napędu silników, w przeciwieństwie do elektrowni warszawskiej, która wówczas była niemal całkowicie elektrownią oświetleniową. Elektrownia łódzka nastawiała się głównie na dostawę energii elektrycznej dla przemysłu, gdyż było to dla fabryk znacznie wygodniejsze od użytkowania lokalnych maszyn parowych. Zainstalowane pojedyncze silniki elektryczne, o zazwyczaj dużej mocy (choć przeciętnie 10 kW), pełniły bez kłopotów tę rolę, jaką przedtem pełniła maszyna parowa.
W 1907 r. było 330 odbiorców, u których zainstalowano urządzenia o mocy około 2500 kW, w większości (221) były to silniki o łącznej mocy prawie 2000 kW. W 1908 r. było już 4100 kW, wyprodukowano 6 220 000 kWh energii, z której korzystało 601 odbiorców, przyłączona moc 5000 kW, w tym 430 silników o mocy łącznej 4000 kW.
Oświetlenie ulic i mieszkań traktowano jako zadanie uboczne, nie dające większych korzyści materialnych. Przy takim pojmowaniu zadań przez właścicieli elektrowni, było zrozumiałe, że dopiero 11 maja 1908 roku zostały zainstalowane pierwsze, zaledwie cztery elektryczne lampy uliczne na Rynku Nowego Miasta. W 1908 roku ustały przeszkody natury formalno-prawnej – skończył się termin ważności koncesji gwarantującej Gazowni Łódzkiej wyłączność oświetlania ulic i placów miasta. Następne 92 uliczne lampy elektryczne zainstalowano w 1909 roku na ul. Piotrkowskiej, Dzielnej (ob. ul. G. Narutowicza), Cegielnianej (ob. ul. S. Jaracza). Ogólnie u 968 odbiorców było 33 600 lamp o łącznej mocy 1800 kW, co w przeliczeniu daje moc lampy 50 W.
W 1913 i 1914 roku ulice Łodzi oświetlały 163 uliczne lampy elektryczne, rugując lampy gazowe, przede wszystkim z ulicy Piotrkowskiej (od Nowego Rynku do ulicy Głównej). Moc prądnic w elektrowni wynosiła już 21 200 kW (czyli 21,2 MW), w 1913 r. wytworzono 44 000 000 kWh energii, którą po 190 km kabla doprowadzano pod napięciem 3000 V i 120 V do 6730 odbiorców, u których zainstalowane były odbiorniki o mocy 32 MW, w tym 161 000 lamp elektrycznych. Elektrownia zatrudniała 250 osób.
Fabrykanci budowali również własne elektrownie zakładowe. Jedna z nich powstała w pierwszej w Łodzi spółce akcyjnej (założonej w 1881 roku) „Towarzystwo Akcyjne Manufaktur Bawełnianych Karola Scheiblera” przy ul. św. Emilii. Początkowo służyła wyłącznie na użytek właścicieli, a później także do oświetlenia fabryki. Zbudowana w 1912 r. i działająca do roku 2003 jest jedyną bodaj w Polsce elektrownią, której gmach został zbudowany w modnym podówczas stylu secesyjnym. Również i jej wnętrze jest utrzymane w tym stylu. Cały obiekt jest znaczącym przykładem polskiej przemysłowej architektury secesyjnej.

### Okres I wojny światowej
I wojna światowa odbiła się niekorzystnie na działalności łódzkiej elektrowni, gdyż spadło zapotrzebowanie na energię elektryczną. Wytwarzano trzykrotnie mniej energii, choć ilość odbiorców (przeważnie drobnych) nawet nieznacznie wzrosła. Najbardziej jednak dały się we znaki rekwizycje – okupant wywiózł do Niemiec 100 ton miedzi i takąż ilość ołowiu w postaci kabli ziemnych wykopanych z ulic miasta oraz miedzianych urządzeń stacyjnych i zapasów magazynowych miedzi. Wywieziono także dwa turbozespoły, które udało się w 1922 roku rewindykować, ale miedź i większość kabli do Łodzi nie wróciły. Ogólna moc elektrowni łódzkiej wynosiła 20 000 kW z których w czasie wojny (...) zarekwirowano 2 turbogeneratory, reprezentujące 8.000 kilowatów. Sieć kablowa podziemna ogólnej długości 196 km, przez okupantów zmniejszona w drodze rekwizycji do 172 km dostarcza prąd o napięciu 3.000 V i 120 V dla oświetlenia, celów przemysłowych i ruchu tramwajowego (...) Kolejek Dojazdowych do Zgierza, Aleksandrowa i Konstantynowa. (...) zatrudnia urzędników i robotników przeciętnie 250 osób (...) Od dnia 15 listopada 1918 znajduje się pod zarządem Państwowym i podlega Urzędowi Elektryfikacyjnemu przy Ministerstwie Przemysłu i Handlu. Zarządcą Państwowym na mocy rozporządzenia Ministerstwa Przemysłu i Handlu ogłoszonego w „Monitorze Polskim” z dnia 28 czerwca 1919 za nr 1920 mianowanym został inż. Leon Golc.

### Okres międzywojenny
Po I wojnie światowej zaczął się rozwój elektrowni, bo na jej rozbudowę przeznaczano wszystkie zyski, jako że na razie nie było komu ich wypłacać w formie dywidendy. W pierwszych latach powojennych elektrownia została upaństwowiona i przeszła w ręce władz Łodzi. Po kilku latach, w wyniku wysoce podejrzanych machinacji prawno-finansowych z powrotem powróciła w ręce prywatne. Był to jeden z największych skandali ekonomiczno-politycznych w międzywojennej Polsce, szeroko komentowanej w prasie łódzkiej i ogólnopolskiej. Nowa koncesja na jej prowadzenie została wydana w 1925 r. na mocy tzw. Uprawnienia Rządowego nr 12 na lat 40. Mimo protestów działaczy samorządowych oraz mieszkańców Łodzi elektrownia przeszła w ręce prywatne, miasto dostało zaledwie 20% akcji nowej spółki akcyjnej – „Łódzkiego Towarzystwa Elektrycznego SA”, reszta należała do kapitału szwajcarskiego a przede wszystkim belgijskiego oraz niemieckich kapitalistów. Była to połowa roku 1930. Posiadaczom akcji wypłacano dywidendy, członkom zarządu wysokie pensje, a mimo to każdy rok bilansowy zamykano czystym zyskiem w wysokości 4 milionów zł. Po kilku latach sprawa łódzkiej elektrowni znowu stała się tematem publicznej debaty. Okazało się bowiem, że najdroższy w Polsce prąd jest w Łodzi. Prasa zaczęła opisywać historię łódzkiej elektrowni – przybliżały ją czytelnikom dzienniki nie tylko łódzkie czy stołeczne, ale też poznańskie i śląskie. Ostrym tonem krytykowano ówczesną sytuację (cytaty z gazet: „Rak na organizmie państwa, kto rządzi w mieście Łodzi. Elektrownia wywozi ogromne kapitały. Afera z przekazaniem ważnego obiektu w obce ręce. Kto trzyma elektrownię w kieszeni. Mieszkaniec Łodzi płaci 76 groszy za jedną kilowatogodzinę. Elektrownia ściąga zbójecko wysoki haracz, a pieniądze wywozi za granicę”. „Łódź padła na kolana przed akcjonariuszami elektrowni. (...) Po to, żeby otrzymać zagraniczną pożyczkę magistrat oddał dobrowolnie akcje, które uzyskał w 1925 z tytułu umowy z Łódzkim Towarzystwem Elektrycznym. W ten oto sposób spór o elektrownię dobiegł końca. W ręce belgijskich finansistów wpadło kilka tysięcy akcji, z których każda przynosiła 6-procentową, murowaną dywidendę rocznie. Porównajmy: wpływy ze sprzedaży energii elektrycznej podnosiły się w 1937 do 23 000 000 złotych. Z tytułu dywidend z reszty posiadanych jeszcze akcji miastu wypłacono z tej sumy 400 000 złotych. Spisek międzynarodowych geszefciarzy zakończył się pełnym powodzeniem. Magistrat miasta Łodzi został wymanewrowany”).
W 1938 długość kabli wyniosła 991 km (380% wzrostu w porównaniu z 1921), ilość przyłączonych do sieci nieruchomości prawie 20 000, czyli 98% wszystkich nieruchomości w granicach miasta przed 1939, dochód miasta ok. 1 miliona złotych, konsumpcja energii ogółem 140 000 000 kWh, na 1 mieszkańca 220 kWh rocznie – dla porównania w 1995 r. odbiorców energii elektrycznej było 325 000 (99%) a konsumpcja energii na 1 mieszkańca 700 kWh rocznie, na 1 odbiorcę 1800 kWh rocznie. Na szpaltach łódzkich gazet przepowiadano nadejście ery dobrobytu i to za sprawą elektryczności. Twierdzono, że nie rewolucja społeczna, tylko rewolucja techniczna wybawi ludzkość z nędzy i chorób. Najważniejsze są wynalazki. Wynalazki związane z zastosowaniem elektryczności.

### Okres II wojny światowej
"4 września 1939 roku o godzinie 15:00 elektrownia została zbombardowana z powietrza, podczas którego wystrzelono dziewięć 50-kilogramowych bomb. 8 z nich trafiło w teren elektrowni, czyniąc stosunkowo niewielkie szkody, które wyceniono na kwotę ówczesnych 80 000 zł. Podczas tego bombardowania w mieście Łodzi zginęły 22 osoby. W nocy z 5 na 6 września kierownictwo Elektrowni Łódzkiej uciekło, dając pełne uprawnienia inżynierom, z nakazem podziału dochodów między pracowników i kierowców, w celu zapewnienia wypłaty wynagrodzeń".
W innym czasie w elektrowni Łódzkiej spłonął dach nad maszynownią oraz turbozespół VII o mocy 6,4 MW. Pod koniec wojny elektrownia poniosła duże straty kadrowe wskutek eksterminacji obywateli polskich. Były też próby unieruchomienia elektrowni i fizycznego wyniszczenia załogi. Pozostała na stanowiskach polska załoga nie dopuściła do zatrzymania urządzeń elektrowni zabezpieczając dostawę energii elektrycznej dla ważnych ośrodków miasta i regionu.
Ostatnie miesiące okupacji hitlerowcy wykorzystali na dewastację przemysłu łódzkiego, wywożąc w głąb Niemiec maszyny i urządzenia wraz z częścią personelu obsługi. Wywieziono elementy wielu urządzeń, części zapasowe, dokumentację i główne materiały z magazynów. Zmniejszano systematycznie zapasy węgla, a w pierwszych dniach stycznia 1945 roku całkowicie przerwano dostawy, tak że w dniu wyparcia Niemców z Łodzi (19 stycznia) zapasy węgla były minimalne.
Energetyka województwa łódzkiego poniosła znaczne straty wskutek rabunkowej gospodarki hitlerowskich okupantów, demontażu i dewastacji urządzeń. W 40 większych elektrowniach moc zainstalowana obniżyła się o 47,1 MW do poziomu 110,9 MW, co oznaczało ubytek mocy rzędu 30%. Zdemontowano i wywieziono prawie wszystkie przewody i część kabli miedzianych, zastępując je żelaznymi. Znaczną część transformatorów z uzwojeniem miedzianym wymieniono na transformatory z uzwojeniem aluminiowym, a około 300 transformatorów hitlerowscy okupanci zrabowali. Zrabowano też materiały i części zapasowe z maszyn elektrowni. W czasie okupacji wstrzymano wszelkie prace inwestycyjne, z wyjątkiem rozbudowy związanej z przemysłem zbrojeniowym.

### Okres powojenny
Z momentem wejścia wojsk sowieckich rozpoczęły się zmiany ustrojowe i społeczne w tym m.in. upaństwowiono elektrownię.
W pierwszych miesiącach po wyzwoleniu wysiłek załóg skoncentrowano na utrzymaniu ruchu i naprawie zniszczonych urządzeń, kompletowaniu personelu i gromadzeniu materiałów. W Elektrowni Łódzkiej zdolne do uruchomienia były tylko 3 turbozespoły o mocy łącznej ok. 20 MW. Pozostałe, częściowo zdemontowane i wywiezione, były kolejno przygotowywane do pracy. Z kotłów czynne były tylko dwa. Elektrowni groziło jednak zupełne unieruchomienie wskutek braku węgla. Do czasu otrzymania pierwszych transportów ze Śląska, obciążenie elektrowni ustalane było w zależności od zapasów węgla w elektrowni i mieście.
Uruchamianie kolejnych fabryk i ich rosnąca produkcja powodowały szybki wzrost obciążenia elektrowni. W lutym 1945 r. obciążenie Łodzi wynosiło około 35 MW, a w końcu 1945 r. osiągnęło prawie 50 MW. Nadal jednak zachodziła konieczność wprowadzenia ograniczeń poboru energii w godzinach szczytu oraz dokonywania wyłączeń cyklicznych poszczególnych dzielnic Łodzi i regionu Łódzkiego. W końcu 1945 r. zdołano odbudować i uruchomić znaczną część istniejących urządzeń wytwórczych oraz prawie wszystkie urządzenia rozdzielcze i sieciowe.
Od zniszczonego wojną i dopiero organizującego się przemysłu nie można było otrzymywać materiałów i części zamiennych, potrzebnych dla normalnego utrzymania urządzeń w ruchu. Brak ten dał się odczuć przy awariach dwóch turbozespołów w Elektrowni Łódzkiej w 1946 r. przy braku części zamiennych, jak łopatki dławice i inne, spowodowały konieczność długotrwałego ograniczenia obciążenia elektrowni.
W okresie planu trzyletniego (1947-1949) powołany został ze strony resortu energetyki nadzór nad elektrowniami przemysłowymi w zakresie dysponowania mocą, uzgadniania terminów remontów, planów produkcji ciepła i energii elektrycznej, planów inwestycyjnych, modernizacyjnych i sprawozdawczości.
W 1947 roku nastąpiło połączenie Łodzi ze Śląskiem pierwszą polską linią napowietrzna o napięciu 220 kV (Łagisza - Janów), która w pierwszym okresie pracowała na napięciu 110 kV. W oparciu o węzeł 220/110 kV w Janowie powstała koncepcja budowy łódzkiego pierścienia 110 kV dla zasilania Łodzi, Pabianic, Zgierza i tzw. sieci okręgowej 30 kV.
15 grudnia 1948 r. uruchomiono w Łódzkiej elektrowni pierwszy kocioł pyłowy. Kocioł ten wyprodukowany w końcowym okresie wojny przez firmę Borsig w Berlinie, został w częściach wyszukany, skompletowany i przywieziony ze Śląska do Łodzi. Jego wydajność była określana na 90 ton pary wodnej na godzinę (projektowany na 100 t/h) i ciśnienie robocze ok. 40 atmosfer.
W 1952 roku zainstalowano ostatni kocioł rusztowy w Elektrowni Łódzkiej zastępując trzy inne niskoprężne kotły, które były już mocno zużyte. Nowy kocioł miał wydajność 50 t/h i był produkcji Sosnowieckiej Fabryki Kotłów. Dzięki tej inwestycji elektrownia uzyskała wyrównanie zapotrzebowania maszynowni na parę oraz ogólnej wydajności kotłowni.
W 1957 roku przyłączono Łódź do tworzonego wówczas państwowego systemu energetycznego. Przez 10 lat (1948 - 1958) Elektrownia Łódzka pracowała w systemie energetycznym jako podstawowa.

### Uciepłowienie miasta
Charakterystyczną cechą miasta Łodzi oraz całego regionu łódzkiego w okresie międzywojennym było duże nasycenie małymi zakładami przemysłowymi. Dominowały wśród nich zakłady przemysłu włókienniczego, spożywczego i chemicznego. Specyfiką tych zakładów było znaczne zapotrzebowanie na ciepło w postaci pary wodnej i gorącej wody do celów technologicznych (podgrzewanie, suszenie, zagęszczanie) oraz wentylacyjno-ogrzewczych. To duże rozdrobnienie wraz ze złym stanem technicznym, mało wydajnych urządzeń wykorzystywanych lokalnie, zaowocował koncepcją stworzenia w Łodzi centralnego źródła ciepła - elektrociepłowni. Dodatkowym argumentem było znaczne zwiększenie sprawności istniejącego systemu przez wprowadzenie skojarzonej gospodarki wytwarzania energii na potrzeby miasta.
Już w latach 1949-1950 zarysowała się koncepcja uciepłowienia całego miasta przez budowę czterech elektrociepłowni (Zespół EC w Łodzi) i adaptacją Elektrowni Łódzkiej do pracy ciepłowniczej. Jako pierwszą przewidziano do budowy elektrociepłownię w południowo-zachodniej części miasta - EC-2 przy ulicy Wróblewskiego - w miejscu koncentracji ciepłochłonnego przemysłu. Powstanie EC-2 postawiło Łódź w rzędzie najbardziej uciepłowionych miast Polski, jeśli uwzględnić odbiory przemysłowe.
Równolegle z budową EC-2, w latach 1959-1962 przystosowano układ Elektrowni Łódzkiej do pracy ciepłowniczej, która po wybudowaniu w jej rejonie 2,5 km sieci parowej dostarczała parę do 12 odbiorców. Suma szczytowych potrzeb tych odbiorców w 1965 r. wynosiła 35 t/h pary o parametrach 4-7 atm i 190 °C i była pokrywana przy szczytowym obciążeniu źródła w wysokości 28 t/h.
Do roku 1965 obie elektrociepłownie (EC-1 i EC-2) osiągnęły moc elektryczną na poziomie 226 MW oraz 280 Gcal/h (325 MW) mocy cieplnej w gorącej wodze i 460t/h w parze wodnej. W latach 1957–1965 wybudowano 23 km sieci parowej do której podłączono 127 zakładów przemysłowych.
Elektrownia (a właściwie cały zespół elektrociepłowni) została w 2005 przejęta przez spółkę Dalkia Polska S.A. (obecnie Veolia).

## Centrum kulturalno-rozrywkowe w dawnej EC-1
15 maja 2008 roku weszła w życie uchwała Rady Miejskiej Łodzi o powstaniu instytucji „EC1 Łódź Miasto Kultury”. Radni postanowili przekazać na ten cel 6,5 mln zł w 2008 roku i 3,5 mln w roku następnym. Projekt zagospodarowania Nowego Centrum Łodzi (w tym EC1) przygotował architekt Rob Krier. Teren o powierzchni 90 ha otaczający dzisiejszy Dworzec Łódź-Fabryczna miał zostać przekształcony w ośrodek kultury, m.in. w centrum festiwalowo-kongresowe, obiekty wystawiennicze, planetarium oraz studio filmowe Davida Lyncha, zajmujące się obróbką dźwięku. Tutaj miał mieć swoją siedzibę Festiwal Sztuki Autorów Zdjęć Filmowych Camerimage. Autorem projektu studia filmowego Davida Lyncha (EC1 Wschód) był poznański architekt Rafał Mysiak z pracowni Home Of Houses.
Od 2008 do 2016 roku w części budynków EC1 swoją siedzibę miała wytwórnia filmowa Se-ma-for, polski producent dwukrotnie nagrodzony Oscarem. Oprócz studia filmowego w tym czasie działała także Fundacja Filmowa Se-ma-for i Muzeum Bajki, gdzie można było obejrzeć lalki, dekoracje filmowe, sprzęt zdjęciowy do animacji i filmy Se-ma-fora.
W 2018 roku zostało uruchomione Centrum Nauki i Techniki EC1. Integralną częścią ekspozycji są oryginalne urządzenia dawnej elektrowni oraz zrewitalizowane wnętrza.